# Nouzový brzdový asistent

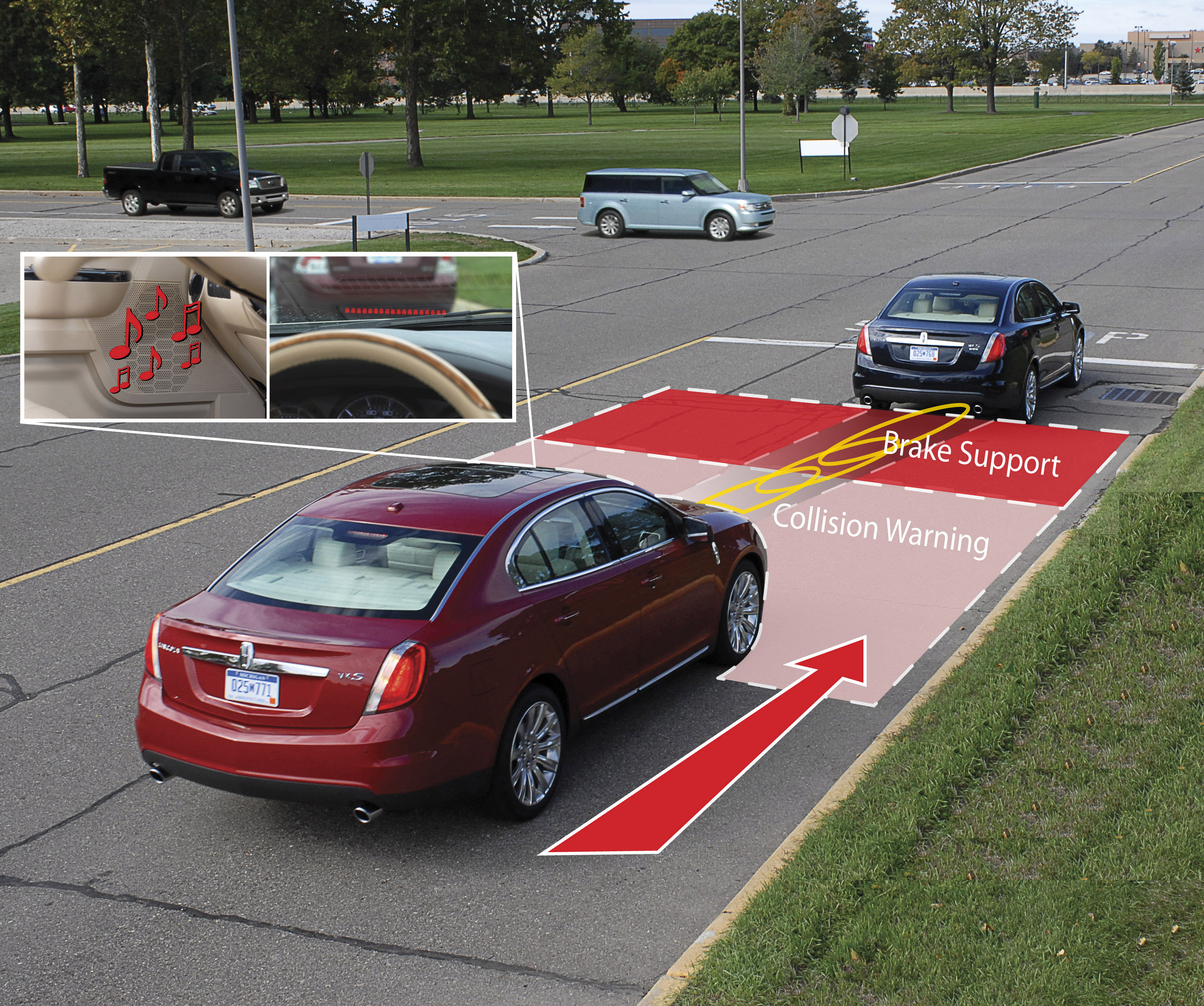
Využití systému EBA v kombinaci s aktivním antikolizním systémem

Nouzový brzdový asistent, zkráceně EBA nebo BAS (angl. Emergency Brake Assist nebo Braking Assistance System), je systém aktivní bezpečnosti, který umožňuje v případě nouzového brzdění vyvinout maximální brzdící účinek bez ohledu na sílu sešlápnutí brzdového pedálu.

## Princip
Systém sleduje rychlost sešlápnutí brzdového pedálu a zároveň tlak, kterým je nutné tento pedál sešlápnout. Na základě sledování těchto veličin vyhodnocuje možnost vzniku kritické situace. V případě, že je taková situace detekována, dojde ke zvýšení hydraulického tlaku v brzdné soustavě. Činnost systému umožňuje zkrátit brzdnou dráhu vozidla při nesprávné reakci řidiče.

## Legislativa Evropské unie
Na základě směrnice EU je nouzový brzdový asistent povinnou výbavou všech nových modelů automobilů a lehkých užitkových vozů prodávaných na území Evropské unie s platností od listopadu 2009. Starší modely musí být s tímto systémem prodávány nejpozději od 24. února 2011.